# Acacia plautella
Acacia plautella é uma espécie de leguminosa do gênero Acacia, pertencente à família Fabaceae.